# BMW R 90
La R 90 est un modèle de motocyclette du constructeur bavarois BMW.

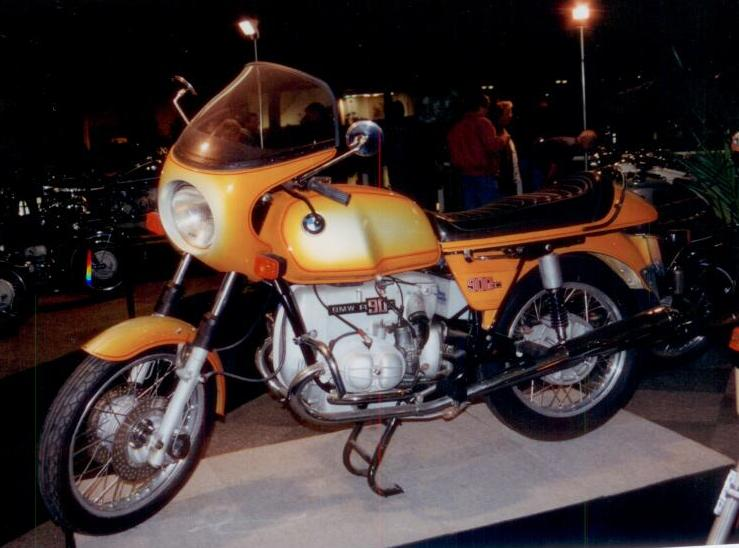
R 90 S

La série des R 90 est bâtie sur un moteur bicylindre à plat Boxer, quatre temps de 898 cm³.
Elle débute en 1973, avec la R 90/6.
Elle se poursuit avec la R 90 S.
Par rapport à la R 90/6, la puissance est portée à 67 chevaux à 7 000 tr/min, pour un couple de 7,7 mkg à 5 500 tr/min. Les carburateurs Bing de la R 90/6 sont remplacés par des Dell'Orto de 38 mm de diamètre. Le poids à sec augmente de 5 kg et elle est annoncée pour 200 km/h. La hauteur de selle passe à 820 mm.
Elle fut construite à 17 455 exemplaires entre 1973 et 1976, vendue contre 4 668 €. Elle était disponible en deux dégradés, soit orange Daytona, soit gris Silver-Smoke.